# Huize Sint-Jacobus
Huize Sint-Jacobus was een kunstgalerij in Gent.

## Oprichting
Huize Sint-Jacobus werd midden jaren 1980 opgericht als kunstgalerij in het Gentse Elisabethbegijnhof. Initiatiefnemer en galeriehouder was Herman Van Hove, van oorsprong elektricien, die een avondopleiding binnenhuisarchitectuur volgde aan Sint-Lukas in Gent. Deze opleiding bracht hem vermoedelijk in contact met het Gentse kunstenaarsmilieu. Van Hove combineerde de galerij met een café; hij stond “achter de tapkast” in Huize Sint-Jacobus en brouwde zo letterlijk en figuurlijk een ontmoetingsplek voor kunstliefhebbers.
Eerder had Herman Van Hove al het Gentse kunstcafé en galerie Villa des Roses uitgebaat (opgericht in 1980), waar onder meer kunstenaars als Dan Van Severen en Raoul De Keyser exposeerden; zij sloten daar in 1986 symbolisch de deur. Kort daarop zette Van Hove zijn missie voort in Huize Sint-Jacobus, gelegen in de Provenierstersstraat 11 in Gent. 

## Tentoonstellingen
Huize Sint-Jacobus profileerde zich als een alternatieve, niet-commerciële galerij waar zowel opkomende talenten als gevestigde waarden een forum vonden. Van Hove had een voorliefde voor abstracte kunst, maar het tentoonstellingsprogramma was divers. Hieronder een greep uit de tentoonstellingen en kunstenaars door de jaren heen:
- Della Calberson – Schilderijen. Tentoonstelling van 25 mei tot 18 juni 1989.[3]
- Wim Claessen – Recent werk. Tentoonstelling van 11 februari tot 11 maart 1990.[4]
- Joop Vugs – Recent werk. Tentoonstelling van 28 oktober tot 18 november 1991.[5]
- Anne Denis – Foto’s. Tentoonstelling van 25 oktober tot 15 november 1992.[6]
- Frank Van den Berghe – Recent werk. Tentoonstelling van 31 januari tot 28 februari 1993.[7]
- Johan De Wit – Recent werk. Tentoonstelling van 2 mei tot 29 mei 1993.[8]
- Luc Dondeyne – Tijd van twijfel. Tentoonstelling van 21 april tot 21 mei 2000.[9]
- Ria Bosman – Recent Werk. Tentoonstelling van 15 september tot 15 oktober 2000.[10]

Vaak ging het om jonge kunstenaars die voor het eerst de mogelijkheid kregen om tentoon te stellen. Zo exposeerden in Huize Sint-Jacobus in de jaren 1990 bijvoorbeeld kunstenaars als Damien Deceuninck, Eric Fourez en Etienne Van Doorslaer, wier werk in januari 1999 in een groepstentoonstelling te zien was. Ook de abstracte Gentse schilder Amédée Cortier (1921–1976) was postuum vertegenwoordigd in die tentoonstelling, wat aantoont dat de galerij niet enkel debutanten toonde, maar ook gevestigde namen. 
Tevens vonden er occasioneel retrospectives of bijzondere projecten plaats. In het voorjaar van 1989 werd bijvoorbeeld een tentoonstelling gehouden rond de Gentse beeldhouwer Emiel Poetou (1885–1975). Deze expo liep van 9 april tot 7 mei 1989 in Huize Sint-Jacobus. Dergelijke evenementen toonden aan dat Huize Sint-Jacobus ook aandacht had voor de Gentse kunstgeschiedenis en haar vergeten meesters.
Opvallend is dat enkele kunstenaars die later bredere bekendheid zouden krijgen, vroeg in hun carrière bij Huize Sint-Jacobus exposeerden. Een opmerkelijk voorbeeld is schilder Michaël Borremans, die anno 2025 internationaal gerenommeerd is; Borremans had in 1997 een tentoonstelling in Huize Sint-Jacobus, nog voordat hij doorbrak bij grote galeries.

## Sluiting van de galerij
Huize Sint-Jacobus heeft uiteindelijk zijn werking beëindigd, al is het exacte moment niet nauwkeurig gedocumenteerd. Vermoedelijk werd de werking van de galerij stopgezet rond het midden van de jaren 2000. Na het overlijden van Herman Van Hove nam zijn echtgenoot de galerij nog gedurende een korte periode over. Na 2004 verdwijnt Huize Sint-Jacobus uit de tentoonstellingsagenda’s, wat erop wijst dat de activiteiten op dat moment beëindigd werden. Een expliciet persbericht of ander formeel bericht over de sluiting kon vooralsnog niet worden teruggevonden. 